# Satoshi Hashida
Satoshi Hashida (japanisch 橋田 聡司 Hashida Satoshi; * 20. Dezember 1981 in der Präfektur Kyoto) ist ein ehemaliger japanischer Fußballspieler.

## Karriere
Hashida erlernte das Fußballspielen in der Universitätsmannschaft der Dōshisha-Universität. Seinen ersten Vertrag unterschrieb er 2004 bei Kyoto Purple Sanga (heute: Kyoto Sanga FC). Der Verein spielte in der zweithöchsten Liga des Landes, der J2 League. 2005 wurde er mit dem Verein Meister der J2 League und stieg in die J1 League auf. Am Ende der Saison 2006 stieg der Verein wieder in die J2 League ab. 2008 wechselte er zum Drittligisten Kataller Toyama. Am Ende der Saison 2008 stieg der Verein in die J2 League auf. 2011 wechselte er zum Ligakonkurrenten Thespa Kusatsu. Ende 2011 beendete er seine Karriere als Fußballspieler.